# سام إي. هادون
سام إي. هادون (بالإنجليزية: Sam E. Haddon)‏ هو قاضي ومحامي أمريكي، ولد في 1937 في ويست مونرو في الولايات المتحدة.